# SN 2007gn
SN 2007gn – supernowa typu Ia odkryta 31 lipca 2007 roku w galaktyce A031631+1527. W momencie odkrycia miała maksymalną jasność 18,30m.